# Homostegia piggotii
Homostegia piggotii är en lavart som först beskrevs av Berk. & Broome, och fick sitt nu gällande namn av Petter Adolf Karsten 1873. Homostegia piggotii ingår i släktet Homostegia, klassen Dothideomycetes, divisionen sporsäcksvampar och riket svampar.  Arten är reproducerande i Sverige. Inga underarter finns listade i Catalogue of Life.